# جون أليسون (سياسي)
جون أليسون هو سياسي كندي، ولد في 1753، وتوفي في 1 مارس 1821. انتخب عضو مجلس نواب نوفا سكوتيا.